# Ä (SAB)
Ä är ett signum i SAB som står för Tidningar.

## ÄTidningar
- Äc Svenska tidningar
- Äd Tidningar från övriga Norden
  - Äda Danska tidningar
  - Ädb Norska tidningar
  - Ädc Isländska och färöiska tidningar
  - Ädd Finska tidningar
- Äe Tidningar från Brittiska öarna (Storbritannien)
- Äf Tidningar från Mellaneuropa
- Äg Tidningar från Nederländerna, Belgien och Luxemburg
- Äh Tidningar från Schweiz
- Äi Tidningar från Italien
- Äj Tidningar från Frankrike och Monaco
- Äk Tidningar från Spanien
- Äl Tidningar från Portugal
- Äm Tidningar från Östeuropa
- Än Tidningar från Balkanländerna
- Äo Tidningar från Asien
- Äp Tidningar från Afrika
- Äq Tidningar från Amerika
- Är Tidningar från Oceanien